# Mulah
Mulah is een van de bewoonde eilanden van het Meemu-atol behorende tot de Maldiven.

## Demografie
Mulah telt (stand maart 2007) 707 vrouwen en 768 mannen.